# Plataforma de hielo

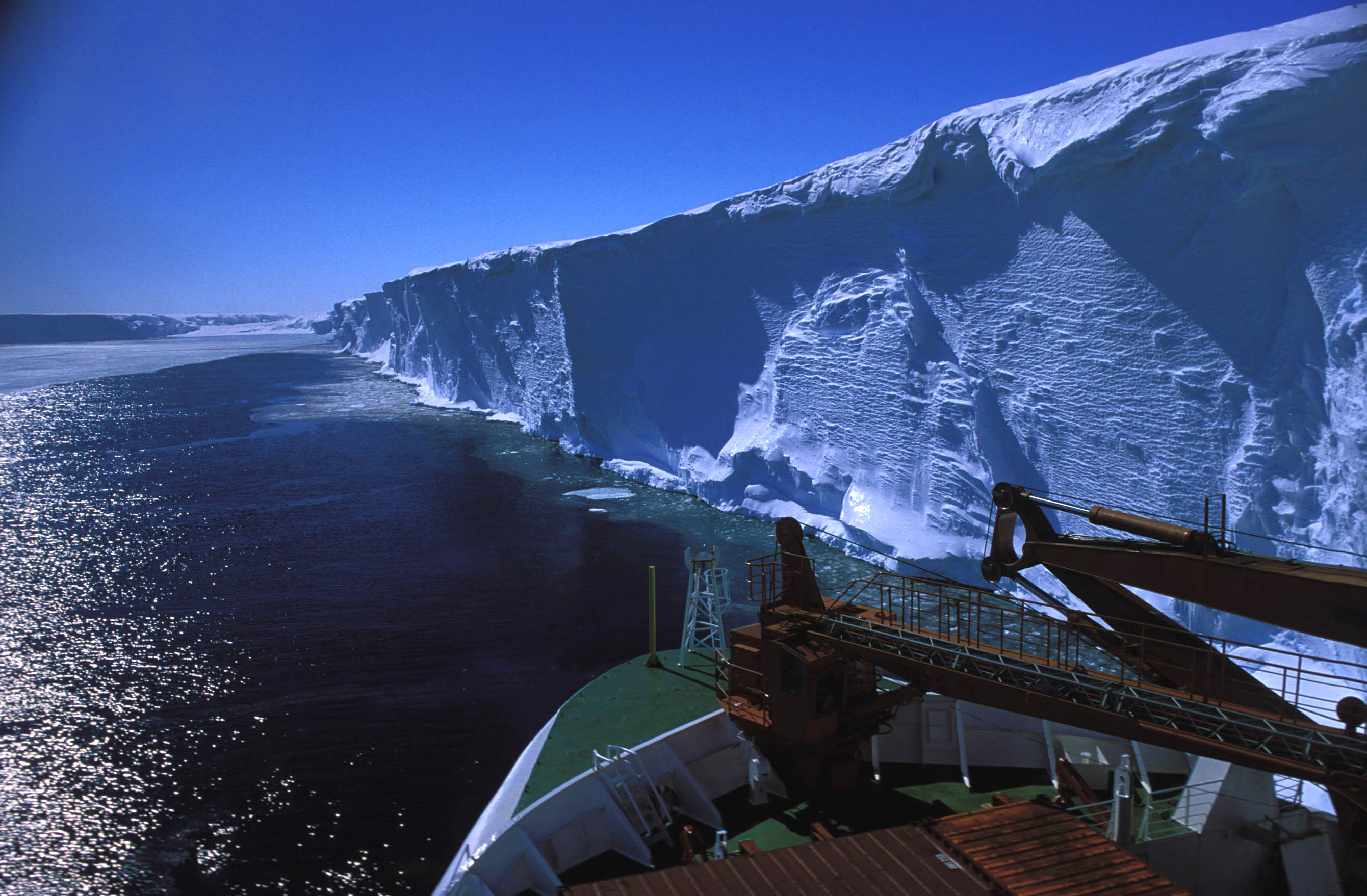
Borde de la plataforma de hielo de Ekström.

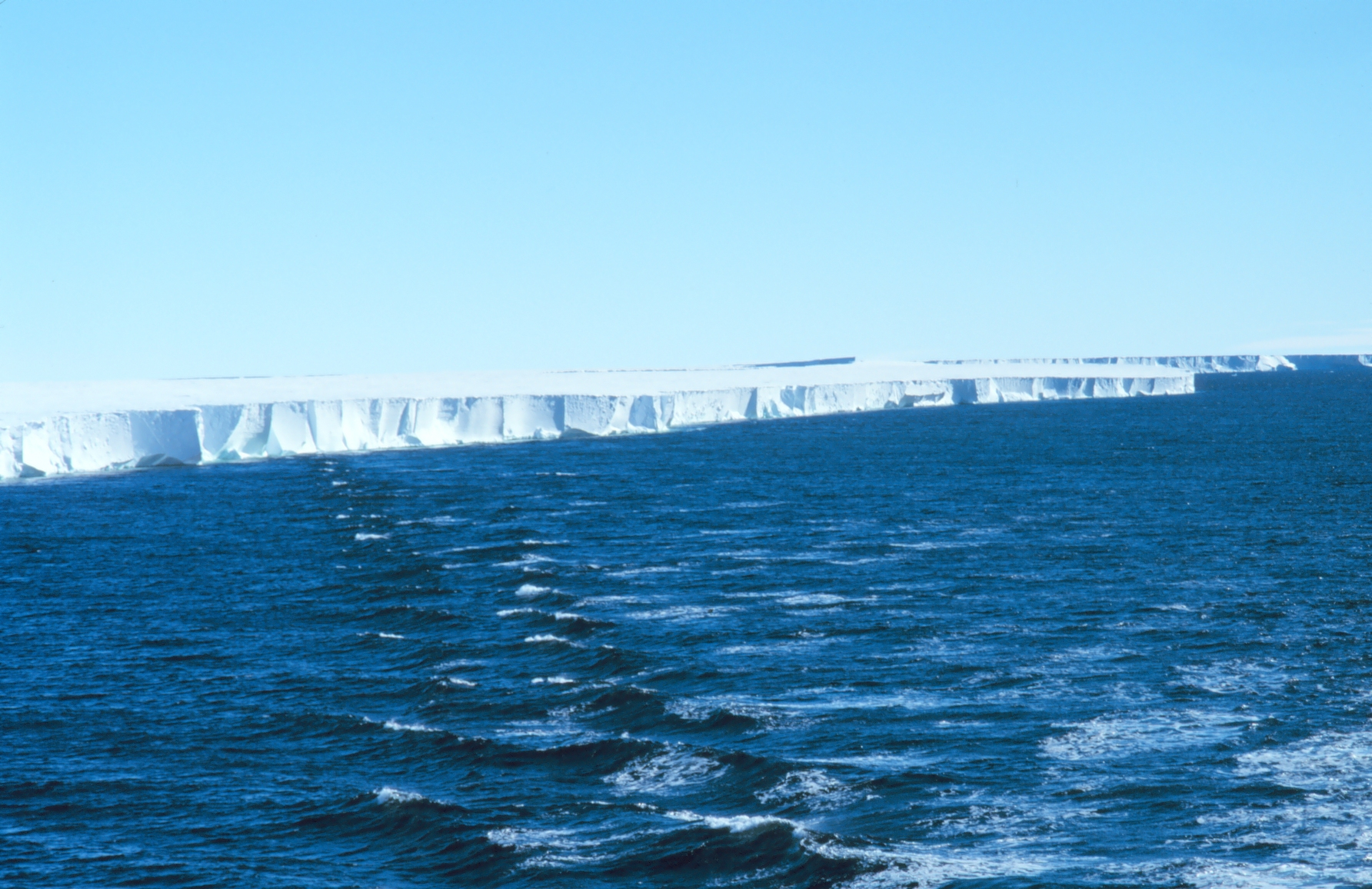
Borde de la barrera de hielo de Ross.

Una plataforma de hielo flotante, o también barrera de hielo o meseta de hielo (en inglés, Ice shelf) es una gruesa plataforma flotante de hielo que se forma cuando un glaciar pierde parte de una capa de hielo.
Se extienden lentamente desde la costa hasta flotar sobre la superficie del océano. Las plataformas de hielo solo se encuentran en la Antártida, Groenlandia y Canadá.
El movimiento de las plataformas de hielo está impulsado principalmente por la gravedadpresión inducida por el hielo en tierra. Ese flujo desplaza continuamente el hielo desde la línea de fondo hacia el frente marino de la plataforma. Por lo general, un frente de plataforma se extenderá hacia delante durante años o décadas entre los principales calving (el calving es el desprendimiento repentino y la ruptura de una masa de hielo de un glaciar, iceberg, frente de hielo, plataforma de hielo o grieta). La acumulación de nieve en la superficie superior y el deshielo de la superficie inferior también son importantes para el balance de masa de una plataforma de hielo. El hielo también puede acumularse en la parte inferior de la plataforma.  
Los efectos del cambio climático son visibles en los cambios de la criosfera, como la reducción del hielo marino y de las capas de hielo, y la desintegración de las plataformas de hielo. En las últimas décadas, los glaciólogos han observado disminuciones constantes en la extensión de las plataformas de hielo por derretimiento, calving y desintegración completa de algunas plataformas. Algunos ejemplos bien estudiados son las desintegraciones de la Plataforma de hielo Thwaites, la Plataforma de hielo Larsen, la Plataforma de hielo Filchner-Ronne (las tres en la Antártida) y la desintegración de la Plataforma de hielo Ellesmere en el Ártico.
El borde externo de las plataformas de hielo flotantes presenta una imponente pared vertical, de hasta 30 m de altura, lo que llevó a los primeros exploradores del ártico a denominarlas como Gran barrera («Great Barrier»).

## Descripción
El espesor de las plataformas puede alcanzar, en algunos casos, hasta 200 m en el frente (barrera de hielo Larsen), que va incrementándose hacia tierra alcanzando máximos de hasta 700 m en la zona donde el hielo está apoyado en la tierra. Al área fronteriza entre la parte de glaciar (o capa de hielo) que reposa sobre la tierra y la plataforma flotante se le denomina línea de apoyo («grounding line»), y se advierten en la superficie del hielo, por una serie de grietas producidas por la flexión que afecta al hielo flotante producto de las mareas oceánicas. La línea de articulación («Hinge line») es la línea que señala el fin de la zona afectada por la flexión del hielo, y es muy difícil de detectar a menos que se empleen técnicas interferométricas.
Cuando el frente de la plataforma retrocede, se agrega agua dulce al océano y el nivel del mar aumenta. Esto no ocurre, en cambio, con la banquisa, que se forma por la congelación del agua de mar. Las banquisas son mucho más delgadas y se forman en todo el océano Ártico y también en los mares australes y en el océano Glacial Antártico rodeando la Antártida. Es importante tener en cuenta que existen dos órdenes de magnitud de diferencia entre el espesor de las banquisas o hielo marino, por ejemplo, en Antártida la banquisa tiene alrededor de 3 o 4 metros; mientras que en las plataformas de hielo los espesores suelen superar los 300 o 400 metros. A pesar de semejante disparidad, ambas tienen en común el hecho de encontrarse en flotación en la superficie de los océanos. Otra diferencia significativa consiste en que el hielo marino tiene un comportamiento marcadamente estacional, mientras que la extensión de las plataformas no depende de la estación del año (aun cuando los desprendimientos más significativos suelan ocurrir durante el verano).
Las plataformas de hielo flotan por gravedad, impulsadas por las corrientes horizontales de la superficie del océano. Ese flujo mueve continuamente el hielo de la línea de tierra a mar adentro, en la parte delantera de la plataforma. El principal mecanismo de pérdida de masa de las plataformas de hielo son las separaciones de iceberg, en las que un trozo de hielo de la parte delantera de la plataforma se rompe y cae al mar. Generalmente, el frente de la plataforma se extenderá hacia adelante durante años o décadas con separaciones importantes de iceberg. La acumulación de nieve sobre la superficie superior y la fusión de la superficie inferior también son importantes para el balance de masa de una plataforma de hielo.
El espesor hoy en día de las plataformas de hielo oscila entre 100 y 1000 metros. El contraste entre la densidad del hielo glacial -que es más denso que el hielo normal- y el agua líquida significa que solo alrededor de 1/9 de los hielos flotantes estén por encima de la superficie del océano. Las plataformas de hielo más grande del mundo son la barrera de hielo de Ross y la barrera de hielo Filchner-Ronne en la Antártida.
El término «plataforma de hielo capturada» se ha utilizado para el hielo que aparece sobre un lago subglacial, como en el lago Vostok.

## Propiedades

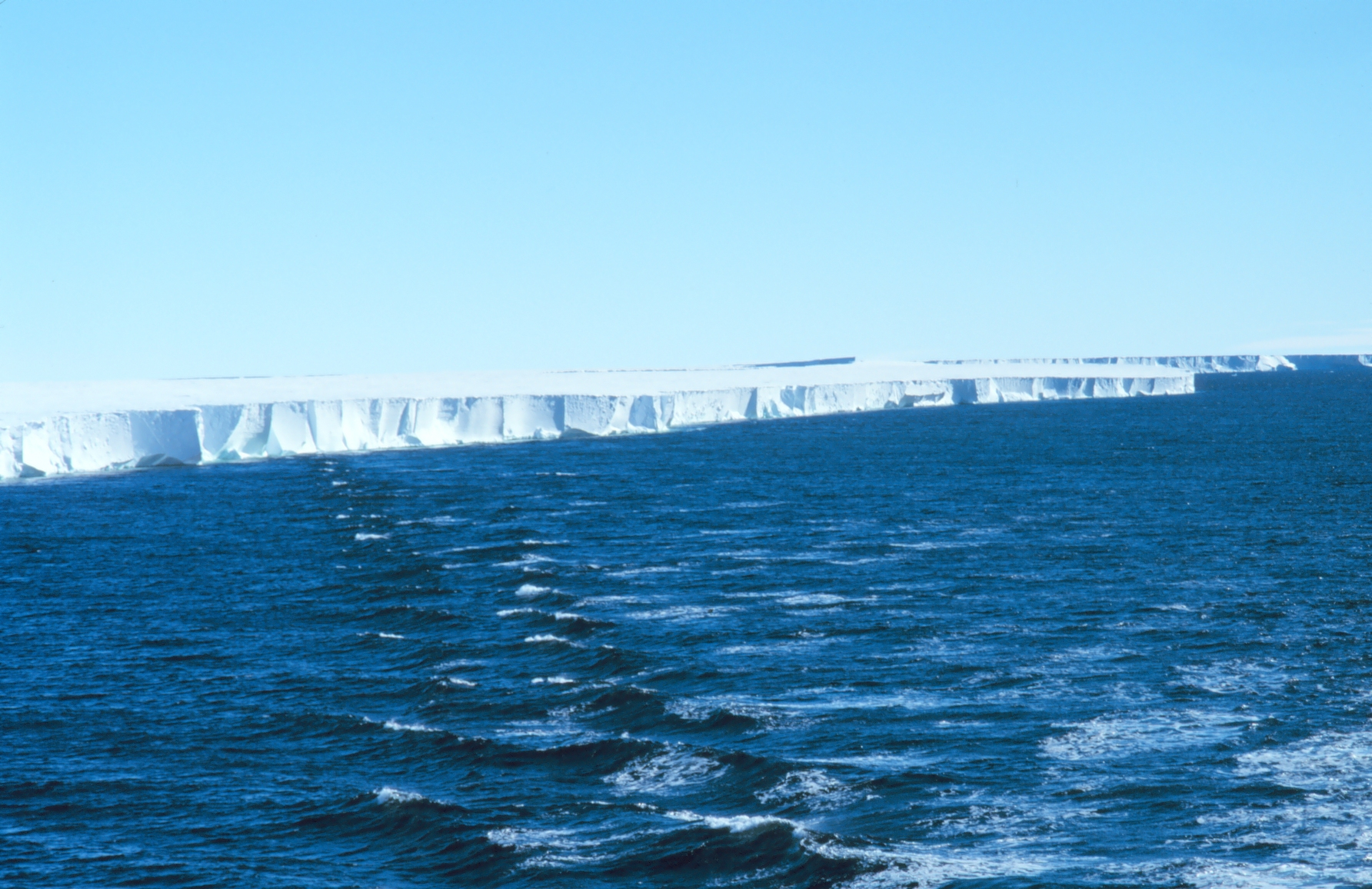
Panorama de la barrera de hielo de Ross.

Las plataformas de hielo son gruesas placas de hielo, formadas continuamente por glaciares, que flotan sobre un océano. Las plataformas actúan como «frenos» para los glaciares. Estas plataformas tienen otro propósito importante: "moderan la cantidad de derretimiento que se produce en las superficies de los glaciares. Una vez que se retiran sus plataformas de hielo, los glaciares aumentan su velocidad debido a la percolación del agua de deshielo y/o a la reducción de las fuerzas de frenado, y pueden comenzar a arrojar más hielo en el océano del que recogen en forma de nieve en sus cuencas. Los aumentos de la velocidad del hielo glaciar ya se observan en áreas de la Península donde las plataformas de hielo se desintegraron en años anteriores".

### Altura
El contraste de densidad entre el hielo glacial y el agua líquida significa que al menos la capa de hielo flotante está por encima de la superficie del océano, dependiendo de la cantidad de aire presurizado que contengan las burbujas dentro del hielo glacial, proveniente de la nieve comprimida. La fórmula para los denominadores anteriores es {\textstyle 1/[(\rho _{\text{agua de mar}}-\rho _{\text{hielo glaciar}})/\rho _{\text{agua de mar}}]},  la densidad del agua de mar fría es unos 1028 kg/m3 ay la del hielo glaciar es de unos 850 kg/m3  to well below 920 kg/m3, el límite para el hielo muy frío con burbujas.  La altura de la plataforma sobre el mar puede ser incluso mayor, si hay mucho menos firn denso y nieve por encima del hielo glaciar.

## Colapsos de las plataformas de hielo

Interacciones entre un glaciar y las plataformas de hielo.

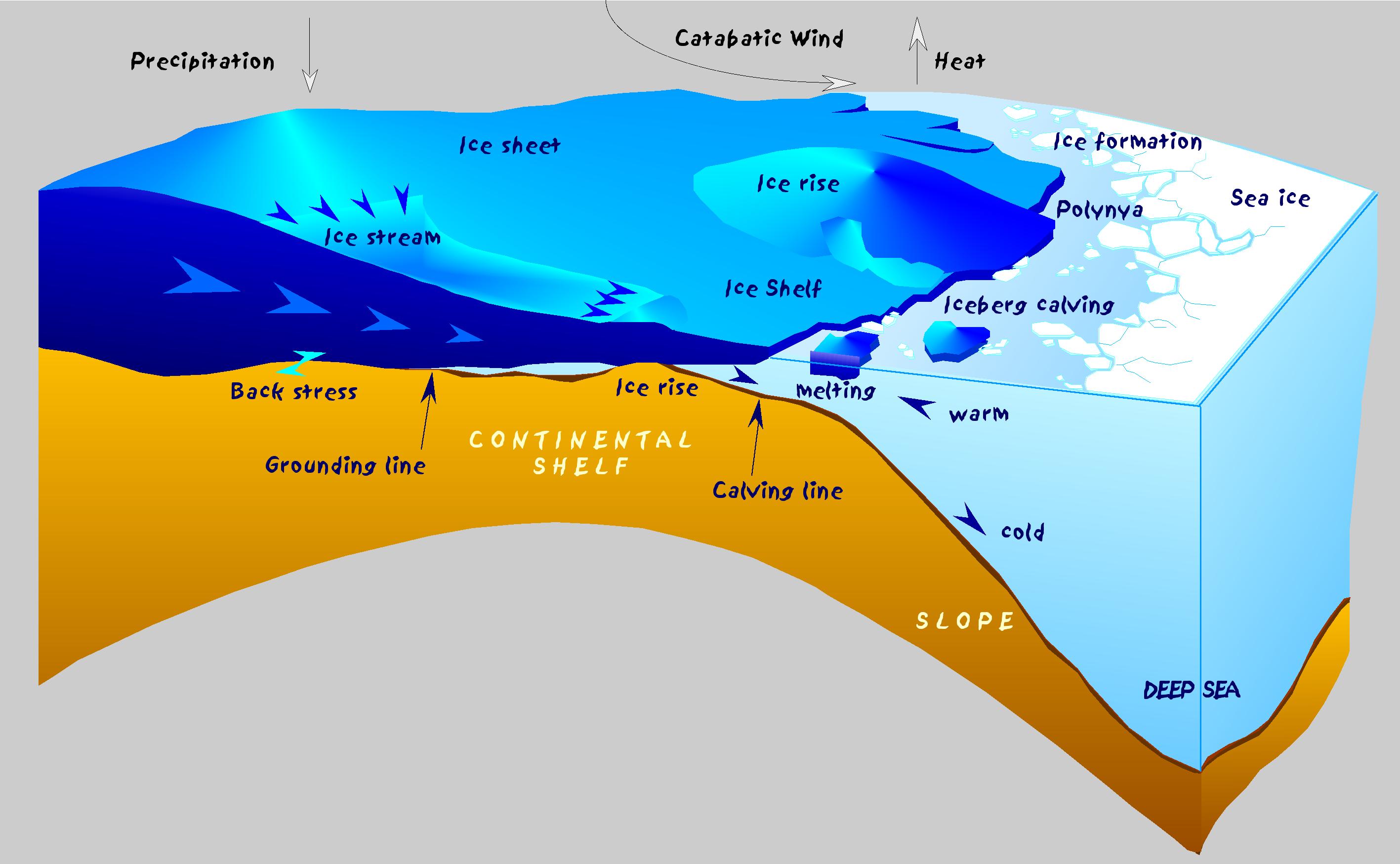
Diagrama que muestra los procesos en torno a una plataforma de hielo de la Antártida.

En las últimas décadas, los glaciólogos han observado importantes disminuciones en la extensión de las plataformas de hielo, donde han sucedido grandes colapsos, desprendimientos e, incluso, la completa desaparición de algunas de ellas, en particular en la península Antártica.
Empero, otras plataformas han crecido: entre 2009 y 2019, las plataformas de hielo flotantes de la Antártida aumentaron 5,305 km cuadrados, ganando 661 gigatoneladas (661 millardos de toneladas).
La plataforma de hielo de isla Ellesmere se ha reducido en un 90 % en el siglo XX, dejando separadas las barreras de hielo de Alfred Ernest, Ayles, Milne, Ward Hunt, Markham. Una campaña de reconocimiento de 1986 de las barreras de hielo de Canadá encontró que 48 km² (3,3 km³) de hielo se habían desgajado de las barreras de hielo de Ayles y de Milne entre 1959 y 1974. La plataforma de hielo de Ayles se separó por completo el 13 de agosto de 2005. La plataforma de hielo Ward Hunt, la más importante y gruesa (más de 10 m) de las plataformas de la costa norte de la isla de Ellesmere, experimentó la pérdida de 600 km² de hielo en una separación masiva en 1961-62. Asimismo, se redujo en un 27 % en el espesor (13 m) entre 1967 y 1999. En el verano de 2002, la plataforma de hielo Ward experimentó otro gran rotura.  El último remanente que permaneció prácticamente intacto, la plataforma de hielo Milne, también experimentó finalmente una importante ruptura a finales de julio de 2020, perdiendo más del 40% de su superficie. 
Dos de las tres secciones de la barrera de hielo Larsen, ubicada al este de la península Antártica, colapsaron en miles de témpanos inusualmente pequeños (de cientos de metros de anchura o menores) en 1995 y 2002. Actualmente, sólo persiste un remanente de Larsen B y el sector más austral de esta barrera, conocido como Larsen C, el cual sufrió un colapso que provocó el desprendimiento de un iceberg de un área de aproximadamente 5800 km².
Los colapsos de las plataformas o barreras de hielo están relacionados con una dramática tendencia al calentamiento observada en la península Antártica (alrededor de 0,5 °C por década desde finales de la década de 1940), y que sería a consecuencia del calentamiento global. Las principales ideas implican una mayor fractura de hielo debido a la superficie de deshielo y una mayor parte fusión inferior debido a la existencia de agua del océano relativamente más caliente en circulación bajo los hielos flotantes.
El agua fría dulce producida por fusión bajo las barreras de hielo de Ross y Ronne Flichner es un componente de la corriente de fondo de la Antártida.
Es un error habitual creer que la fusión de plataformas de hielo flotante no puede elevar el nivel del mar. Hay un pequeño efecto debido a que las barreras de hielo están formadas por hielo fresca, que al fundirse, su agua es menos densa que el agua de mar, es decir, que tienen un mayor volumen de masa dado que el agua de mar. El volumen del agua de mar necesario para desplazar la plataforma de hielo es menor que el volumen del agua contenido en la plataforma de hielo. Si el hielo se derrite, una fracción del volumen del hielo que está por encima del nivel del mar, se añade al volumen de los océanos, contribuyendo al aumento del nivel del mar.

## Barreras o plataformas de hielo canadienses
Todas las barreras o plataformas de hielo flotantes de Canadá se encuentran en isla de Ellesmere y se encuentran al norte del meridiano 82° N. Son las siguientes:
- Plataforma de hielo Alfred Ernest.
- Plataforma de hielo de Ayles (se rompió en 2005).
- Plataforma de hielo M'Clintock.
- Plataforma de hielo Markham.
- Plataforma de hielo Milne.
- Plataforma de hielo Ward Hunt.
- Plataforma de hielo Smith.

## Barreras o plataformas de hielo antárticas

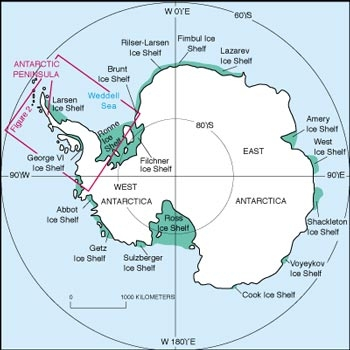
Principales barreras de hielo en la Antártida.

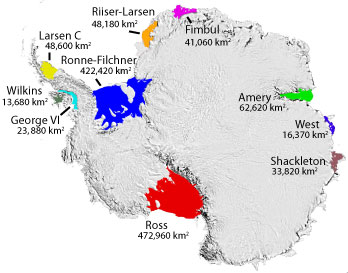
Mayores barreras de hielo en la Antártida.

El 44 % de la costa antártica tiene barreras de hielo anexas. Su área total es 1.541.700 km². Las principales plataformas de hielo individuales se enumeran a continuación, en sentido horario, comenzando en la península Antártica:
- Barrera de hielo Larsen, de 48.600 km²;
- Barrera de hielo Filchner-Ronne, de 422.420 km²;
- Plataforma de hielo de Brunt;
- Barrera de hielo Riiser-Larsen, de 48.100 km²;
- Plataforma de hielo Fimbul, de 41.060 km²;
- Plataforma de hielo Lazarev;
- Barrera de hielo Amery, de 62.620 km²;
- Barrera de hielo Occidental, de 16.370 km²;
- Barrera de hielo Shackleton, de 38.820 km²;
- Plataforma de hielo Voyeykov;
- Plataforma de hielo Cook;
- Barrera de hielo de Ross, de 472.960 km²;
- Plataforma de hielo Sulzberger;
- Plataforma de hielo Getz;
- Plataforma de hielo Abbot;
- Plataforma de hielo Jorge VI, de 23.880 km²;
- Barrera de hielo Wilkins, de 13.680 km²;

Otras barreras de hielo, en orden alfabético, son las siguientes:
Plataforma de hielo Baka - Plataforma de hielo Cosgrove - Plataforma de hielo Crosson - Plataforma de hielo Dotson - Plataforma de hielo Eduardo VIII - Plataforma de hielo Ekstrom - Plataforma de hielo Gillett - Plataforma de hielo Hannan - Plataforma de hielo Jelbart - Plataforma de hielo Jones - Plataforma de hielo McMurdo - Plataforma de hielo Universidad de Moscú - Plataforma de hielo Müller - Capa de Hielo Nansen - Plataforma de hielo Nickerson - Plataforma de hielo Príncipe Gustav - Plataforma de hielo Publicaciones - Plataforma de hielo Quar - Plataforma de hielo Slava - Plataforma de hielo Strange - Plataforma de hielo Swinburne - Plataforma de hielo Venable - Plataforma de hielo Wordie - Plataforma de hielo Wyers - Plataforma de hielo Zubchatyy